# Dominique Giroud
Pour les articles homonymes, voir Giroud.
Dominique Giroud, né en 1971 au Tchad, est un œnologue et viticulteur valaisan, fondateur de Giroud vins SA, une des trois plus grandes caves du Valais.
Il a depuis 2013 défrayé la chronique à la suite de l’ouverture de plusieurs enquêtes l’impliquant personnellement et professionnellement. À ce jour, il a été condamné pour soustraction fiscale (été 2014), escroquerie en matière de contributions et de faux dans les titres (mars 2016), escroquerie en matière de contributions, fraude fiscale et délits fiscaux (octobre 2018) et pour « instigation à tentative de soustraction de données » (2021),. Il a en revanche été acquitté dans l'affaire où il était accusé d'avoir coupé du St-Saphorin avec du fendant (décembre 2014) et le ministère public valaisan a classé la procédure concernant les pratiques vitivinicoles jusqu'à 2010 (avril 2020).

## Biographie

### Enfance et début dans le monde du vin

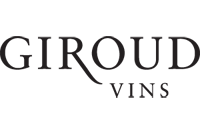
Logo de Giroud vins SA avant le changement de nom en 2014.

Dominique Giroud vit à Madagascar de 2 à 8 ans avant de revenir en Suisse. Il suit un apprentissage de caviste puis entre à l’École d’ingénieurs de Changins à Nyon. Après un diplôme en œnologie obtenu en 1991, il travaille pendant trois ans comme œnologue chez Fernand Luisier. Il s’associe ensuite avec son père, également viticulteur. Dominique Giroud s'occupe spécifiquement des aspects œnologiques et commerciaux. À cette époque, père et fils possèdent un hectare et demi de vignes mais n’ont pas d’outil de production. Ils décident alors d’acquérir une cave à Chamoson, qu’ils conserveront plus de dix ans jusqu’à l’inauguration de celle de Sion en 2008.
À partir du milieu des années 1990, chaque année, il achète quelques parcelles pour arriver à 45 hectares en propriété et 15 hectares en location vers 2010. Il acquiert ses tout premiers hectares grâce à des prêts hypothécaires contractés auprès d’un organisme étatique de Crédit Agricole qui distribue des prêts sans intérêts.
En 1995, Dominique Giroud crée sa première entreprise (« Dominique Giroud & cie ») et commence à faire du commerce de vin. En 1999, sa société prend la forme d’une société anonyme (SA). À côté de ses 60 hectares de vignes, l’œnologue exerce une forme de contrôle sur la production d’un certain nombre de fournisseurs qui, chaque année, lui livrent leur vendange. Pour fidéliser ses fournisseurs, Giroud décide de leur payer intégralement la vendange à la mi-décembre de l’année en cours au lieu de quatre fois pendant l’année.
De 1998 à 2009, la fiduciaire qui révise les comptes de Giroud vins SA est Alpes audit, résultant d'une collaboration de la Fiduciaire de l'Entremont (de Maurice Tornay) et de la Fiduciaire des Alpes (de Stéphane Germanier). Maurice Tornay a été président d'Alpes audit jusqu'en 2009.
En 2003, il crée deux sociétés à Zoug (Weinhandel Edelweiss AG et Torcularia Holding AG) ; elles sont administrées par Peter Hess. En 2005, « Dominique Giroud & Cie SA » devient « Giroud vins SA ». Il rachète ensuite plusieurs caves. En 2009, il crée Wine Universe, avec des magasins dans différentes villes de Suisse et à Singapour,.
En 2010, il investit dans l'œnotourisme en construisant son nouveau bâtiment à Sion. Il collabore également à la création de nouvelles étiquettes de bouteille avec divers artistes de renom, tels que Roger Pfund, célèbre pour les billets de banque qu'il a conçus ou le peintre jet-setteur Jérôme Rudin[source insuffisante].
En 2014, Dominique Giroud possède huit sociétés connues. Voici le chiffre d'affaires connu du groupe Giroud jusqu'en 2013 (en CHF):
| Année d'exploitation | Chiffre d'affaires (CHF) |
| -------------------- | ------------------------ |
| 1996                 | 16 000                   |
| 1997                 | 850 000                  |
| 1998                 | 1 500 000                |
| 1999                 | 2 500 000                |
| 2000                 | 3 250 000                |
| 2001                 | 4 000 000                |
| 2002                 | 9 000 000                |
| 2003                 | 14 000 000               |
| 2004                 | 23 500 000               |
| 2005                 | 28 000 000               |
| 2006                 | 24 000 000               |
| 2007                 | 38 000 000               |
| 2008                 | 56 000 000               |
| 2009                 | 43 000 000               |
| 2010                 | 45 500 000               |
| 2011                 | 41 000 000               |
| 2012                 | 40 000 000               |
| 2013                 | 36 000 000               |

À la suite de l'éclatement de l’affaire Giroud, l’entreprise « Giroud vins » a été renommée « Château constellation ». Dominique Giroud en est toujours l'actionnaire majoritaire, mais n'y occupe pas de fonction administrative ou opérationnelle.

### Affaire Giroud
Une première procédure pénale est ouverte en 2009. On soupçonne Dominique Giroud d’avoir mélangé du fendant dans 100 000 bouteilles de Saint-Saphorin. L'affaire sera classée en novembre 2014, le vin provenant bel et bien de la région indiquée par Dominique Giroud,. Néanmoins ces fausses accusations de coupage ont eu un impact sur les relations contractuelles de Dominique Giroud, Denner par exemple ayant suspendu ses contrats avec Giroud Vins en juillet 2014.
Une deuxième procédure pénale est ouverte en Valais, en 2010, à la demande du service cantonal valaisan des contributions. Il est reproché à Dominique Giroud d’avoir soustrait entre 2005 et 2009 une part de ses bénéfices. Le montant en question s'élève à environ 8,5 millions de francs. La Division des affaires pénales et enquêtes de l’Administration fédérale des contributions enquête avec l’aval de la conseillère fédérale Eveline Widmer-Schlumpf. Des perquisitions sont effectuées. Finalement, le 16 juillet 2014, Dominique Giroud est condamné à 180 jours-amende à 300 francs avec sursis pendant deux ans. Le recours du fisc valaisan contre cette condamnation a été déclaré irrecevable par la justice vaudoise.
Entre 2013 et 2014, les soupçons de fraudes des entreprises vinicoles de Dominique Giroud sont publiées dans les médias, c'est l'« affaire Giroud ».
En juin 2014, le Ministère public du canton de Genève annonce l'arrestation de Dominique Giroud, d'un hacker professionnel, d'un détective privé genevois et d'un agent du Service de renseignement de la Confédération,. Soupçonnés d'avoir tenté de pirater les ordinateurs de journalistes de la RTS et du Temps avec un logiciel espion pour identifier les sources des fuites concernant les problèmes fiscaux et judiciaires de Dominique Giroud, ils sont placés en détention provisoire à la prison de Champ-Dollon. En avril 2021, Dominique Giroud est condamné à six mois de prison avec sursis dans cette affaire, la présidente du Tribunal de police de Genève soulignant que sa faute est importante et sa prise de conscience inexistante.
En décembre 2014, la justice[Laquelle ?] par le biais du procureur Yvan Gillard confirme l'acquittement de Dominique Giroud dans l'affaire du St-Saphorin.
À côté de ces procédures pénales, la Commission de gestion du Grand Conseil valaisan a rédigé deux rapports. En mai 2014, son « rapport sur le coupage de vins en Valais » conclut que le chimiste cantonal n’a pas été assez sévère sans que l’on puisse l’accuser de complaisance. Son « rapport sur le fonctionnement de l’État dans le cadre du dossier Giroud » établit de manière beaucoup plus claire que Dominique Giroud n’a pas bénéficié de complaisance.
En décembre 2015, le procureur Dick Marty a classé la procédure pénale ouverte contre Maurice Tornay dans le cadre de l'affaire Giroud. L'enquête menée a permis d'établir, d'une part, que les éléments constitutifs d'une infraction n'étaient pas réalisés et, d'autre part, qu'aucun soupçon ne justifiait cette mise en accusation. Le même mois, la Commission de gestion du Grand Conseil valaisan décide de clore définitivement le dossier Giroud.
Le 23 janvier 2016, Dominique Giroud est reconnu coupable « d'escroquerie en matière de contributions et de faux dans les titres » et est condamné à 150 jours-amende à 300 CHF en plus des 180 jours-amende pour usage de faux en ce qui concerne l'impôt fédéral direct avec sursis de deux ans.
Le 25 avril 2016, Dominique Giroud lève le voile sur son opposition à la publication d'une ordonnance de classement qui lui est favorable. Soupçonné à tort d'avoir mélangé du Fendant et du Saint-Saphorin, Dominique Giroud craint que cette publication donne une nouvelle occasion de relancer cette affaire. Le lendemain, l’ordonnance de classement concernant l'affaire du Saint-Saphorin est publiée. Celle-ci révèle que le vin était bien originaire de Saint-Saphorin et retire les charges d'escroquerie, de falsification de marchandises et d'infraction à la loi fédérale contre la concurrence déloyale qui pesaient contre Dominique Giroud.
Le 24 novembre 2020, une partie de l'affaire Giroud est classée après que le Tribunal fédéral refuse la levée des scellés sur des documents antérieurs à 2010. Au préalable, le 20 avril 2020, le Ministère public valaisan avait décidé de ne pas donner suite à la procédure ouverte pour des faits déroulés avant 2010.

#### Jugements
Fin juillet 2018, Dominique Giroud rencontre le tribunal de Sion pour répondre du délit de fraude fiscale, de délits fiscaux divers et d’escroquerie en matière de contribution. Les faits ont déjà été jugés dans le canton de Vaud, mais ne concernaient que l'impôt fédéral direct alors que le tribunal de Sion s'occupe des impôts communaux, cantonaux et de l'impôt anticipé. Le débat principal concerne le principe ne bis in idem, à savoir qu'on ne juge pas deux fois la même personne pour les mêmes faits. Le procureur Nicolas Dubuis « requiert [...] une peine lourde, 9 mois de prison avec sursis de 4 ans, pour le volet valaisan de l’affaire ». Dominique Giroud est finalement condamné à la peine requise,  soit 9 mois de prison avec sursis pour escroquerie en matière de contributions, fraude fiscale et délits fiscaux.
En octobre 2020, Dominique Giroud gagne en partie son appel au Tribunal cantonal valaisan, qui annule le jugement de juillet 2018 et la peine de prison avec sursis. La sentence est remplacée par une peine pécuniaire avec sursis. Dominique Giroud est par conséquent sanctionné d'une peine pécuniaire avec sursis de 81 000 francs suisses.
En avril 2020, Dominique Giroud est condamné en première instance à six mois de prison avec sursis pour avoir tenté de pirater les ordinateurs de deux journalistes qui enquêtaient sur ses déboires fiscaux.

### Accord avec leWalliser Bote
En novembre 2016, Dominique Giroud dépose contre le Walliser Bote une plainte civile pour violation des droits de la personnalité. Cette plainte est accompagnée d’une demande en dommages et intérêts. Le Walliser Bote et Dominique Giroud ont trouvé un accord extra-judiciaire. En juin 2020, le Walliser Bote reconnaît « des erreurs et le fait que Dominique n’a jamais été sanctionné par aucun juge ou procureur pour ses pratiques œnologiques »,. Les parties se sont engagées à garder confidentiels les détails de cet accord.

## Vie locale, sportive et politique

### Activités sportives
Il a un vaste réseau dans le canton du Valais et a soutenu plusieurs clubs sportifs. Il était notamment le sponsor principal du Football club de Sion de 2003 à 2008,.
Dominique Giroud soutient des clubs de foot et de hockey tels que le FC Lucerne, le FC Bienne, le FC Delémont, le FC le Mont-sur-Lausanne, le HC Bienne et le Lausanne Hockey Club. La Patrouille des Glaciers, le golf et le polo font aussi partie des activités que Dominique Giroud a soutenues.
Dominique Giroud est, avec quatre autres personnes, propriétaire d'un troupeau de vaches d'Hérens qui jouent en compétition. Il a organisé divers combats de reines, et même fait une apparition dans une séquence du téléjournal de TF1 au sujet de la culture de la vache d'Hérens et de ces légendaires combats[pertinence contestée]. 

### Activités politiques
Le 29 décembre 2013, Maurice Tornay confie au journal Le Matin qu'il a accepté de l’argent de Dominique Giroud pour sa campagne 2012-2013 de réélection au Conseil d'État du Valais. Il revient plus tard après vérifications sur ces déclarations et affirme qu'il n'a pas eu de soutien de la part de Dominique Giroud pour cette campagne.

### Conservatisme
Dominique Giroud est un fidèle de la traditionaliste Fraternité sacerdotale Saint-Pie-X d'Écône. 
En 1997, il finance une campagne d'affichage contre l'avortement. Il a été condamné par un tribunal à cause des affiches arborant les portraits de trois politiciennes favorables à l'avortement avec un fœtus en sang et la mention « Elles veulent une culture de la mort en Suisse, chaque civilisation a l'ordure qu'elle mérite ». 
En 2001, Dominique Giroud finance une page de publicité dans Le Nouvelliste pour y faire passer des idées homophobes et contre la marche des fiertés de Sion (Lesbian and Gay Pride & Friends), avec le slogan « Tantes à Sion, tentation diabolique ». Il lance également, avec l'association RomanDit, une pétition pour interdire la manifestation. À la suite d'une plainte, le site Internet de RomanDit a été fermé pour homophobie[réf. souhaitée] ; un mois plus tard, Dominique Giroud a tenté de remettre le site en ligne sous un autre nom et il a à nouveau été fermé. Il apparaît en 2002 dans le documentaire La Parade (notre histoire) de Lionel Baier,.